# Turnzaal

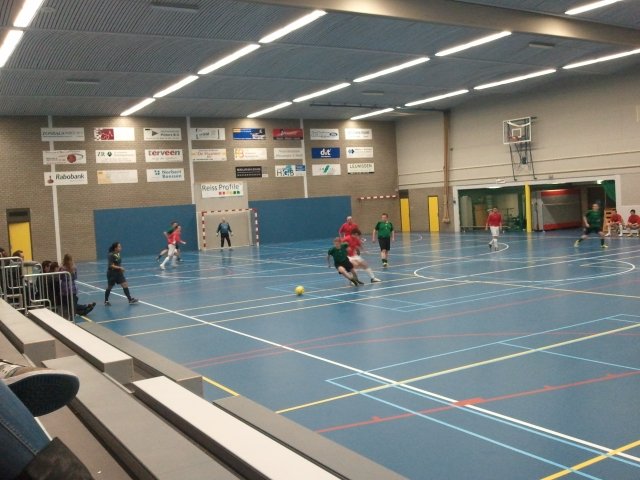
Interieur van een gymzaal

Een turnzaal of gymzaal is een lokaal, speciaal ingericht voor het beoefenen van turnen of gymnastiek. De meeste turnzalen behoren tot een onderwijscomplex, waar leerlingen de lessen lichamelijke opvoeding krijgen. Na schooltijd wordt zo'n turnzaal ook vaak afgehuurd door sportclubs en verenigingen, voor training of recreatief sporten.
Soms bouwen sportclubs een eigen turnzaal, vaak onder de tribune van een groter sportcomplex.
Gemeenten die sport-infrastructuur voor turnen voorzien, integreren die meestal in de bouw van een grotere sporthal.

## Uitrusting
Tot de standaarduitrusting van een turnzaal behoren onder meer:
- één of meer klimrekken aan de muur
- bevestigingsbeugels voor evenwichtsbalk en klimtouwen
- Zweedse bank, bok, kast (of plint)
- trampoline en matten
- hoepels, ballen, springtouwen
- De meeste turnzalen hebben ook een geluidsinstallatie voor onder meer ritmische gymnastiek
- Als de turnzaal groot genoeg is, worden op de vloer ook lijnen uitgezet (in verschillende kleuren) voor sporten als volleybal, handbal e.d.
- De vloer van een turnzaal was vroeger van hout (parket), later vaak van linoleum, maar in moderne uitvoering van speciale schokwerende en geluidsisolerende kunststof, een van de redenen waarom turnzalen verboden zijn voor naaldhakken. De meeste scholen eisen het dragen van turnpantoffels, hoewel er ook soms blootsvoets kan worden geturnd.

Uiteraard bevinden er zich ook kleedkamers en sanitaire voorzieningen in de nabijheid van de turnzaal.